# Lucjan Malinowski
Lucjan Feliks Malinowski (født 27. maj 1839 i Jaroszewice, Polen, død 15. januar 1898 i Krakow), var en polsk sprogkyndig, som blandt andet studerede regionale dialekter i Schlesien. 
Malinowski var en berejst mand, og professor for universitet Jagiellonski. Han studerede generelt det polske sprogs historie og etymologi.